# 그랜틀리 애덤스 국제공항

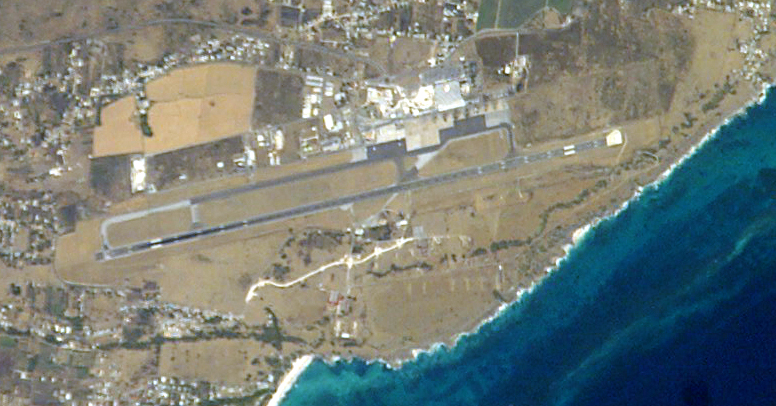

그랜틀리 애덤스 국제공항(Grantley Adams International Airport, IATA: BGI, ICAO: TBPB)은 크라이스트처치구 시웰에 위치한 바베이도스의 국제공항이다. 바베이도스에서 항로로 출발, 도착이 가능한 유일한 지점으로, 동카리브 국가 기구로의 주요 관문들 중 하나로 운용한다. 미국, 캐나다, 중앙아메리카, 유럽의 도착지로의 직항을 제공한다.